# Karlīne Nīmane
Karlīne Nīmane, coniugata Pilābere (Cēsis, 16 novembre 1990), è una cestista lettone.

## Carriera
Con la Lettonia ha disputato due edizioni dei Campionati europei (2011, 2019).